# Grahamisia albomaculata
Grahamisia albomaculata är en stekelart som först beskrevs av Karl-Johan Hedqvist 1963.  Grahamisia albomaculata ingår i släktet Grahamisia och familjen puppglanssteklar. Inga underarter finns listade i Catalogue of Life.